# Dara Torres
Dara Grace Torres (ur. 15 kwietnia 1967 w Beverly Hills) — amerykańska pływaczka, 12-krotna medalistka olimpijska (w tym 4 razy złota) i najstarsza pływaczka, która kiedykolwiek zdobyła medal igrzysk olimpijskich w pływaniu (w wieku 41 lat). Spośród wszystkich amerykańskich pływaków jako pierwsza zawodniczka w historii brała udział w pięciu igrzyskach olimpijskich: w Los Angeles, Seulu, Barcelonie, Sydney oraz Pekinie, a po pierwszych czterech z nich przerywała karierę.

## Kariera
Specjalizuje się w stylu dowolnym, choć stawała na podium również w stylu motylkowym. Sukcesy odnosiła już na początku lat 80., wtedy też trzykrotnie biła rekord świata na dystansie 50 metrów stylem dowolnym. W Los Angeles w 1984 wywalczyła swój pierwszy medal olimpijski - złoto w sztafecie 4 × 100 metrów stylem dowolnym. Pozostałe trzy złote krążki zdobyła także w sztafecie, nigdy nie wygrała konkurencji indywidualnej. Po Letnich Igrzyskach Olimpijskich 1992 przerwała karierę.
Do wyczynowego pływania wróciła w 1999 i w następnym roku awansowała do kadry olimpijskiej. W Sydney, wówczas w bardzo zaawansowanym jak na pływaczkę wieku 33 lat, wywalczyła pięć medali, w tym trzy brązowe w konkurencjach indywidualnych i dwa złote w sztafecie. Nie był to jednak jej ostatni start olimpijski. Ponownie do kadry zakwalifikowała się przed igrzyskami w Pekinie (konkurencje sprinterskie) i w wieku 41 lat została trzykrotną srebrną medalistką.
W 1994 jako pierwsza zawodniczka pojawiła się wśród zawodowych modelek na zdjęciach prezentujących kostiumy kąpielowe w prestiżowym magazynie „Sports Illustrated”, pracowała również w telewizji i jako modelka. Mieszka na Florydzie, trenowała pod okiem nieżyjącego już Michaela Lohberga z Niemiec.
W 2016 roku została wprowadzona do International Swimming Hall of Fame.

## Starty olimpijskie
Los Angeles 1984
- 4 × 100 m stylem dowolnym –  złoty medal

Seul 1988
- 4 × 100 m stylem zmiennym –  srebrny medal
- 4 × 100 m stylem dowolnym –  brązowy medal

Barcelona 1992
- 4 × 100 m stylem dowolnym –  złoty medal

Sydney 2000
- 4 × 100 m stylem dowolnym –  złoty medal
- 4 × 100 m stylem zmiennym –  złoty medal
- 50 m stylem dowolnym –  brązowy medal
- 100 m stylem dowolnym –  brązowy medal
- 100 m stylem motylkowym –  brązowy medal

Pekin 2008
- 4 × 100 m stylem dowolnym –  srebrny medal
- 4 × 100 m stylem zmiennym –  srebrny medal
- 50 m stylem dowolnym –  srebrny medal